# Lilith (Astrologie)

Bahn des Mondes, angenähert als Ellipse. Der Mond ist in Erdnähe (rechts) eingezeichnet. Mond und Erde kreisen beide um den Erde-Mond-Schwerpunkt, der sich in einem der beiden Brennpunkte (rot) der Ellipse befindet.

Mit Lilith (benannt nach Lilith, der ersten Frau Adams in den Apokryphen) (auch Schwarzer Mond oder Dunkler Zwilling des Mondes) wird in der Astrologie entweder das Apogäum, also der erdfernste Punkt der Mondbahn, oder der zweite Brennpunkt der elliptischen Mondbahn bezeichnet.

## Lage und Umlaufbahn
Vom Erdmittelpunkt aus gesehen liegen diese beiden Punkte stets auf einer Linie und somit am gleichen Punkt der Himmelssphäre (Unterschiede ergeben sich nur, wenn man für einen bestimmten Ort auf der Erdoberfläche die Parallaxe berücksichtigt). Dieser Punkt wandert mit der Apsidendrehung der Mondbahn in 3231,50 Tagen (etwa 8,85 Jahren) einmal um die Himmelssphäre und passiert in dieser Zeit somit alle Tierkreiszeichen des Zodiak.
Lilith wird astrologisch wie ein Planet behandelt, auch wenn ihm kein realer Himmelskörper entspricht.

## Geschichte
Den Namen erhielt Lilith 1918 von dem englischen Astrologen Sepharial (Walter Richard Old), der sich dabei auf einen hypothetischen zweiten Erdmond bezog, dessen Entdeckung 1898 von Georg Waltemath aus Hamburg behauptet, aber nie verifiziert wurde. Die vermutlich erste astrologische Deutung wurde 1937 vom französischen Astrologen Dom Néroman (Pierre Rougié) geleistet.

## Bedeutung
Nach Joëlle de Gravelaine beschreibt Lilith unser Verhältnis zum Absoluten, zum Opfer, aber auch zum Loslassen.

## Symbol
Ein astrologisches Symbol für Lilith wurde 2006 zur Aufnahme in Unicode beantragt. Der Vorschlag basierte auf einer Symbolform, die in einer 1993 in Frankreich erschienenen Ephemeridentabelle verwendet wurde. Das Zeichen ⚸ ist in Unicode seit Version 5.1 (2008) als U+26B8 black moon lilith im Block Verschiedene Symbole enthalten.